# Успіх (телесеріал, США)
«Успіх» (англ. Smash) — американський музичний драматичний телесеріал, створений драматургом Терезою Ребек та розроблений Робертом Грінблатом для NBC. Стівен Спілберг виступив одним із виконавчих продюсерів. Серіал транслювався в США телеканалом NBC, за підтримки DreamWorks Television and Universal Television.
Події серіалу розгортаються навколо вигаданої театральної спільноти Нью-Йорка, яка намагається створити новий Бродвейський мюзикл. У головних ролях задіяні такі актори як: Дебра Мессінг, Джек Девенпорт, Кетрін Макфі, Крістіан Борло, Меган Хілті, Анжеліка Г'юстон. Прем'єрний показ відбувся 6 лютого 2012 року, а остання серія першого сезону вийшла 14 травня 2012. Другий сезон розпочався 5 лютого 2013 року, і повинен був закінчитись 26 травня 2013. Але 10 травня 2013 року стало відомо, що серіал вирішили не продовжувати на наступні сезони, і виконавчий продюсер другого сезону Джошуа Сафран повідомив, що останні серії другого сезону будуть вважатися фіналом всього серіалу.
Український багатоголосий переклад зроблений телеканалом «Україна».
Серіал містить оригінальну музику композиторів Марка Шеймена та Скотта Вітмана.

## Актори та персонажі
- Дебра Мессінг у ролі Джулії Г'юстон,[3] успішної бродвейської поетеси і співавторки мюзиклу. Вона одружена, має сина, але мала роман з Майклом Свіфтом, який грав Джо Ді Маджо в початковій версії мюзиклу Мерилін. Персонаж Г'юстон створений за мотивами Терези Ребек.[4]
- Джек Девенпорт у ролі Дерека Віллс,[3] режисера мюзиклу, який не зупиниться ні перед чим, щоб зробити шоу успішним. У нього періодично виникають стосунки із зіркою мюзиклу Мерилін Айві Лінн, хоча він також виявляв інтерес до Карен Картрайт і мав фізичні стосунки з Ребеккою Дюваль під час бостонського прем'єрного показу в Бостоні, перш ніж вона покинула шоу.
- Кетрін Макфі в ролі Карен Картрайт,[3] інженю з Айови, яка успішно проходить прослуховування і стає серйозною претенденткою на роль Монро. Дещо нова для шоу-бізнесу, її наївність зазвичай висміюється колегами, хоча її талант рідко ставлять під сумнів. Вона зіграла Мерилін для попереднього перегляду в Бостоні, коли пішла Ребекка Дюваль. У другому сезоні вона допомагає мюзиклу Hit List почати роботу та грає Аманду/Ніну після того, як вона покидає Bombshell.
- Крістіан Борле[en] у ролі Тома Левітта,[3] театрального композитора та давнього партнера Джулії по написанню пісень. У нього з Дереком Вілсом гострі стосунки, що виникли 11 років тому через бізнес-суперечку. Том недовго зустрічається з адвокатом-республіканцем, але згодом захоплюється Семом Стріклендом, танцюристом з ансамблю Bombshell.
- Меган Хілті в ролі Айві Лінн,[3] досвідченої виконавиці, яка на початку серіалу працює в ансамблі Рай на землі, ще одного бродвейського мюзиклу, написаного Томом і Джулією. Майже всі, хто працював над постановкою, віддають перевагу Айві на роль Мерилін Монро, але після того, як майстерня провалюється, її замінюють на Ребекку Дюваль. Протягом усього серіалу вона перебуває у стосунках з режисером Bombshell Дереком Віллсом і постійно конкурує з Карен у різних ситуаціях, зрештою, програє їй роль Мерилін на попередньому показі в Бостоні.
- Раза Джаффрі у ролі Дева Сандарама (перший сезон),[3][5] хлопець та співмешканець Карен, який працює в офісі прессекретаря мера Нью-Йорка і зрештою змушує її обирати між їхніми стосунками та кар'єрою. Він пропонує Карен одружитися, але поки Карен не впевнена, пригнічений і нетверезий Дев спить з Айві. Зрозумівши, хто такий Дев, Айві розповідає Карен про їхню зустріч, і розлючена Карен пориває з Девом.
- Джеймі Сеперо в ролі Елліса Бойда (сезон 1),[3][5][6] особистого помічника Тома, а потім і Айлін, який намагається отримати славу за Bombshell і прокласти собі шлях як продюсер шоу. Протягом першого сезону Елліс, переконаний, що саме його пропозиція про Мерилін створила шоу, робить більше кроків, щоб його визнали продюсером, зокрема дає Ребекці напій з арахісом, на який у неї алергія, щоб усунути її від ролі зірки. Він хвалиться цим перед Айлін як доказом своїх здібностей, але вона у відповідь звільняє його.
- Анжеліка Г'юстон у ролі Айлін Ренд,[3] наполегливої продюсерки мюзиклу, яка має справу з розлученням зі своїм чоловіком Джеррі, що може поставити під загрозу мюзикл і змушує її мислити нестандартно, щоб знайти кошти для шоу. Протягом усього серіалу Айлін кидає напої в обличчя Джеррі.
- Брайян Д'Арсі Джеймс у ролі Френка Г'юстона (основний персонаж першого сезону, гостьовий персонаж другого сезону),[3][5] чоловік Джулії та вчитель хімії в середній школі, який бажає, щоб Джулія проводила більше часу вдома. Він був засмучений, коли вона зізналася у своєму романі з Майклом Свіфтом, і більше, коли він зіткнувся зі Свіфтом і дізнався, що Джулія зраджувала йому раніше в шлюбі. Зрештою вони розлучаються у прем'єрі другого сезону. У фінальному епізоді програми Джулія помирилася з Френком, і вони обоє спокійно розпочали процес розлучення. У пілотному випуску Джеймс з'явився як запрошена зірка, але з другого епізоду став постійним учасником. Він також з'явився у прем'єрі другого сезону та у фіналі серіалу.
- Джеремі Джордан у ролі Джиммі Коллінза (другий сезон), представник робітничого класу з Брукліну, який перебуває на межі саморуйнування.[7][8]
- Леслі Одом молодший[9] у ролі Сема Стрікленда (основний персонаж у другому сезоні, другорядний у першому сезон), учасник ансамблю, хороший друг Айві, який є геєм і дуже любить спорт. Завдяки їхній взаємній дружбі з Айві, він зближується з Томом.
- Кріста Родріґез у ролі Ани Варгас (другий сезон), нової сусідки по кімнаті Карен, яка чекає на свій великий прорив.[10]
- Енді Міентус у ролі Кайла Бішопа (другий сезон), бідного хлопця з Брукліна, який мріє писати для Бродвею.[11] Він є автором сценарію мюзиклу Hit List.
- Вілл Чейз у ролі Майкла Свіфта (другорядний персонаж першого сезон), зірки Бродвею, колишнього хлопця Джулії, якого залучають на роль Джо Ді Маджо.

## Епізоди
| Сезон | Епізоди | Епізоди | Оригінальний показ | Оригінальний показ |
| Сезон | Епізоди | Епізоди | Перший показ       | Останній показ     |
| ----- | ------- | ------- | ------------------ | ------------------ |
| 1     | 15      | 15      | 6 лютого 2012      | 14 травня 2012     |
| 2     | 17      | 17      | 5 лютого 2012      | 26 травня 2013     |

### Сезон 1 (2012)
Джулія Г'юстон (Дебра Мессінг) і Том Левітт (Крістіан Борл), команда бродвейських сценаристів, виступили з ідеєю нового мюзиклу, заснованого на житті Мерилін Монро під назвою «Секс-Бомба» (Bombshell). Продюсер Ейлін Ренд (Анжеліка Г'юстон) в розпал шлюборозлучного процесу зі своїм чоловіком-розпусником бере участь у проекті і приводить з собою Дерека Віллса (Джек Девенпорт), непростого, але блискучого режисера. Айві Лінн (Меган Гілті) спочатку отримала роль Мерилін, але змушена боротися з конкуренцією з боку талановитої, але наївної учасниці ансамблю Карен Картрайт (Кетрін Макфі). Колишній коханий Джулії Майкл Свіфт (Вілл Чейз) спочатку обраний на роль Джо Ді Маджо. Однак, коли возз'єднання Джулії та Майкла спричиняє серйозні проблеми в її шлюбі з Френком (Брайан Д'Арсі Джеймс), приймається рішення звільнити Майкла. На роль Мерилін запрошують кінозірку Ребекку Дюваль (Ума Турман), що залишає Айві спустошеною. Ребекка стає подругою Карен. Після дещо провальної виїзної прем'єри в Бостоні Ребекка захворіла на алергію на арахіс, а актор, який грав Джо, покидає постановку заради кращої роботи. Згодом Дерек бере Карен на роль Мерилін, а Майкл повертається на роль Джо. Карен дізнається, що Айві переспала з її нареченим Девом (Раза Джаффрі), а Айлін з'ясовує, що її асистент Елліс (Джеймі Сеперо) був тим, хто отруїв Ребекку, і звільняє його. Карен справляється зі своїм дебютом, і сезон завершується фінальним номером під аплодисменти глядачів.

### Сезон 2 (2013)
Поки Bombshell працює над відкриттям на Бродвеї в Нью-Йорку, шоу стикається з юридичними та творчими проблемами, які загрожують його майбутньому. Тим часом актори та знімальна група (представлені в першому сезоні) намагаються знайти роботу. Карен знайомиться з двома друзями та партнерами-початківцями (Кайлом, сценаристом, якого грає Енді Ментус, та Джиммі, композитором, якого грає Джеремі Джордан) і намагається зробити так, щоб їхню роботу помітили, особливо Дерек. Дерек працює із зіркою Бродвею Веронікою Мур (Дженніфер Хадсон). Айві отримує головну роль у «Зв'язках», виставі за мотивами п'єси «Небезпечні зв'язки» (Les Liaisons Dangereuses). Секс-бомба потребує доопрацювання, щоб відкритися на Бродвеї. По-перше, Пітера Гіллмана (Деніел Сунджата), драматурга, з яким у Джулії непрості стосунки, наймають на роботу, щоб допомогти переписати п'єсу. По-друге, Джеррі (Майкл Крістофер) замінює Айлін на посаді продюсера шоу після того, як їй довелося піти у відставку, коли федеральна влада дізналася (за допомогою Джеррі), що вона фінансувала Bombshell з нелегальних грошей. Шоу Джиммі та Кайла під назвою «Хіт-лист» врешті-решт потрапляє на нью-йоркський фестиваль «Фріндж», а потім вони знайомляться з продюсером позабродвейського театру під назвою «Мангеттенська театральна майстерня». Карен покидає Секс-бомбу, щоб взяти участь у Хіт-листі, тому що їй потрібно вибрати одне з шоу. Айві отримує роль Мерилін Монро у Секс-бомбі. Хіт-лист починає репетиції. Відносини Карен і Джиммі починають розвиватися, але можуть спричинити певні проблеми на робочому місці через таємні почуття Дерека до Карен. Хіт-лист відправляється на Бродвей у постановці Джеррі, а Секс-бомба і Хіт-лист зустрічаються на церемонії вручення премії Тоні. Хіт-лист отримує 7 Тоні, що більше, ніж Секс-бомба, проте Секс-бомба перемагає в номінаціях «Найкращий мюзикл» і «Найкраща жіноча роль» (Айві Лінн) у головній жіночій ролі.

## Розробка та виробництво

### Концепція
Розробка почалася в 2009 році в Showtime тодішнім президентом розважальних програм Showtime Робертом Грінблатом і Стівеном Спілбергом за ідеєю Спілберга, який роками працював над концепцією; Грінблатт, якого називають «відданим театральним гіком», також продюсував музичну адаптацію фільму З 9 до 5 у 2009 році. Початкова концепція полягала в тому, що кожен сезон буде слідувати за постановкою нового мюзиклу; якщо якийсь з них буде «гідним сцени», Спілберг допоможе поставити його як сценічну постановку. Серіал був натхненний успішними телевізійними лабораторіями Західне крило і Вгорі, внизу (Upstairs, Downstairs) і використав їх як зразки для наслідування. Роман Гарсона Каніна Smash (Нью-Йорк: Вікінг, 1980) дав назву і місце дії, хоча сюжети мають мало спільного. Оскільки це було шоу на каналі Showtime, сценарій містив багато оголеної натури. "Це було однозначно кабельне шоу, — каже Дебра Мессінг.
У січні 2011 року Грінблат приніс проект на NBC, коли став президентом NBC Entertainment. Тереза Ребек була запрошена в якості шоуранера і написала сценарій пілота після того, як виконавчі продюсери Крейг Задан і Ніл Мерон порекомендували її Спілбергу і Грінблату. У січні 2011 року NBC замовив виробництво пілоту для телевізійного сезону 2011-12 років.
Режисером пілотного епізоду став Майкл Майєр, а виконавчим продюсером — Спілберг. Повідомляється, що виробництво пілоту коштувало $7,5 мільйонів. 11 травня 2011 року NBC ухвалив рішення про продовження проекту до серіалу. Коли 15 травня 2011 року телеканал оголосив свій розклад на 2011-12 роки, прем'єра серіалу була запланована на середину сезону. NBC вирішив відкласти показ серіалу на середину сезону, щоб поєднати його з популярним реаліті-шоу Voice у понеділок ввечері. 1 серпня 2011 року в пресі було оголошено, що прем'єра серіалу відбудеться 6 лютого 2012 року, в ніч після Суперкубка XLVI, з інтенсивною рекламою на початку зими на багатьох ресурсах мережі до прем'єри. Під час прес-туру NBC Грінблатт оголосив, що для першого сезону Успіху буде знято 15 епізодів, що збігатиметься за часом з Voice.

### Команда
Серіал створено компанією Universal Television у співпраці з DreamWorks. Тереза Ребек є творцем серіалу, а також сценаристкою пілотного епізоду та п'яти епізодів першого сезону, включно з фінальною серією. Серіал має велику кількість виконавчих продюсерів, серед яких Стівен Спілберг, Крейг Задан, Ніл Мерон, Девід Маршалл Грант, Ребек, Дерріл Френк і Джастін Фолві. Композиторами та виконавчими продюсерами виступили Марк Шайман і Скотт Віттман. У березні 2012 року Ребек пішла з посади шоуранера шоу. 24 квітня 2012 року The Hollywood Reporter повідомив, що виконавчий продюсер «Пліткарки» Джошуа Сафран очолить другий сезон, а Ребек залишиться сценаристкою і виконавчою продюсеркою. Однак 2 травня 2012 року в інтерв'ю Ребек заявила, що не повернеться в шоу в будь-якій якості.

### Виробництво
Багато хто з тих, хто стоїть за Smash, починав шоу з великими надіями. Ребек була значною мірою частиною цього. Як пізніше описав її один із перших найманих працівників для BuzzFeed: «Вона була крутою жінкою-шоуранером, яка не терпіла лайна від телеканалу. Хтось, хто мав дуже чітке бачення, хто збирався протистояти мережі. На початку все це було добре».
Незважаючи на досвід написання сценаріїв та продюсування на телебаченні, Ребек ніколи раніше не була шоуранером, тобто відповідальною за щоденну роботу серіалу. Девід Маршалл Грант, драматург і актор, який виконував цю роль протягом останніх сезонів «Братів і сестер», був найнятий як виконавчий продюсер, щоб допомогти їй у цьому. Як повідомляється, Ребек була обурена і хвилювалася, що її готують до провалу, а Гранта призначили на її місце. Дуже швидко вона почала відстороняти його від ухвалення ключових рішень.
Ребек також вирішила, що не буде проводити «кімнату сценаристів», тобто регулярні зустрічі з усією знімальною групою для обговорення та вдосконалення епізодів і сюжетних ліній. "[Вони] справді не для мене, тому що я можу витримати перебування в кімнаті з людьми лише кілька годин на день, — сказала вона в інтерв'ю Нью-Йорк Таймс. «І я вважаю, що перші чернетки повинні бути швидкими, тому що кожен може передумати, тож навіщо витрачати багато часу на розбір речень?». Замість цього вона наслідує приклад таких шоуранерів, як Метью Вайнер та Аарон Соркін, і просить авторів подавати перші чернетки, які вона потім переглядає.
Дуже швидко, згадують сценаристи, шоу перетворилося на «диктатуру». Думка Ребек була єдиною, що мала значення. Вона наполягла на тому, щоб написати другий і третій епізоди самостійно, і сценаристи говорили, що падіння якості було очевидним під час доефірних переглядів. У цей час Ребек часто сварилася зі Спілбергом, який хотів замінити Гілті, Грінблата або Гранта. В результаті цих відволікань сюжетні лінії, такі як дилема усиновлення Джулії (що віддзеркалювала реальне життя Ребек), почали набувати незвичного значення, а разом з ними другорядні персонажі, такі як Лео та Елліс, стали майже головними героями — останній тому, що, як повідомлялося, подобався Спілбергу.
Оскільки сценаристи ніколи не зустрічалися як група, вони виявили, що готові епізоди часто повторюють моменти з одними й тими ж персонажами, замість того, щоб розвивати персонажів, і що були вставлені дивні вирвані з контексту моменти, як правило, музичні номери, розташовані далеко від сцени. Вони були особливо розчаровані, намагаючись писати для Джулії, яку Ребек створила з себе і, відповідно, не дозволяла мати жодних труднощів. Пізніше в сезоні вони сподівалися, що Грінблат виграє деякі з їхніх боїв. «Ви знаєте, що це погано, коли наша остання надія була на телеканал», — сказав один з них в інтерв'ю BuzzFeed. Однак багато хто з них сказав, що проблеми шоу не були повністю виною Ребека, оскільки Грінблат також втручався в такі речі, як дизайн костюмів, а Спілберга не інформували про конфлікти до самого кінця.
Після того, як Ребек покинула шоу, посилаючись на вимоги конфіденційності, вона спочатку ніяк не відреагувала на статтю BuzzFeed, окрім того, що сказала, що з нею «поводилися досить погано», та потім розповіла про Smash в інтерв'ю The New York Observer:
|  | Минулого року одним із пунктів суперечки було те, що телеканал вважає, що має право сказати сценаристу шоу: "Ми не хочемо, щоб вона це робила. Ми хочемо, щоб вона зробила це ... А я іноді відповідала їм: "Вона ніколи цього не зробить". І вони дивилися на мене, як на божевільну, а я відповідала: "Ні, це не божевілля, це просто характер персонажа". Ви маєте поважати персонажа. У нього є своя внутрішня правда, і ви не можете її зрадити. І якщо ви не зраджуватимете його, він не зрадить вас. Існує таке відчуття, що якщо ти не наїжджаєш на музу – то муза буде на твоєму боці... Це призводить до більших питань про владу і мистецтво, владу і розповідання історій. Чи є влада сама по собі більшою за оповідь? І я б сказала, що ні. |

Після закриття серіалу Кейт Ортур, авторка статті на BuzzFeed, перепостила електронне листування з Ребек, яке вона з нею вела. Вказуючи на падіння рейтингів шоу під час другого сезону, Ребек запитала: «Якби насправді [я] була проблемою [шоу], чи не стало б краще — а не драматично гірше — після того, як я пішла?». Вона звинуватила Ортур в тому, що вона покладалася на єдине неназване джерело, і попросила видалити цю історію, яку вона назвала «дико неправдивою».

### Музика
9 червня 2011 року NBC оголосили, що вони підписали угоду з Columbia Records про створення саундтреку до серіалу. Угода надає Columbia по всьому світу цифрові та фізичні права на перший сезон, а також опціони на наступні сезони. Угода включає як оригінальні пісні, написані для серіалу, так і кавер-версії пісень, що звучать у шоу.
Саундтрек до першого сезону серіалу The Music of Smash вийшов 1 травня 2012 року. Альбом дебютував у чарті Billboard 200 на 9 місці, продавши 40 000 копій за перший тиждень.
Запис акторського складу Bombshell з оригінальними піснями з першого та другого сезонів шоу вийшов 12 лютого 2013 року і за перший тиждень розійшовся тиражем у 16 000 копій. Він містить усі 22 пісні, написані для вигаданого мюзиклу Bombshell, а вокальні партії виконують Кетрін Макфі (Карен Картрайт) і Меган Хілті (Айві Лінн) у ролі Мерилін Монро.
Окрім пісень Марка Шаймана та Скотта Вітмана, у другому сезоні шоу прозвучали пісні перспективних композиторів Дрю Гаспаріні, Джо Іконіса та авторського дуету Бенджа Пасека і Джастіна Пола.
Кілька пісень були написані та виконані для мюзиклу Хіт лист другого сезону серіалу.

## Нагороди та номінації
Перший сезон (особливо пілотна серія) здобув прихильність глядачів. У 2012 році серіал був номінований на чотири Прайм-тайм премії «Еммі» та в результаті отримав Еммі за найкращу хореографію. Також серіал був номінантом на Премію «Золотий глобус» за найкращий серіал — комедія або мюзикл, та на Премію Греммі за найкращу пісню для Кіно/ТБ/Медіа («Let Me Be Your Star»).